# La notte del profeta - Padre Pio da Pietrelcina
La notte del profeta - Padre Pio da Pietrelcina, noto anche come Francesco Forgione al secolo San Pio è un film del 1995 diretto dal presbitero francese Jean-Marie Benjamin.
Diretto e prodotto in Italia, è il primo film che racconta la storia di san Pio da Pietrelcina.

## Trama
Un noto giornalista italiano vuole parlare con Padre Agostino, un frate cappuccino di San Giovanni Rotondo, per poter ottenere delle informazioni su Padre Pio. Padre Agostino accetta e il giorno seguente racconterà al giornalista tutto il passato e il presente di Padre Pio. Dopo aver ascoltato la sua lunga storia, il giornalista decise di incontrarlo e riuscirà a scoprire e a comprendere tante azioni e miracoli che il popolare frate cappuccino realizzò per la gente e per la chiesa.